# Campyloptère lazulite
Campylopterus falcatus
Espèce
Statut de conservation UICN

 LC  : Préoccupation mineure
Statut CITES
Répartition géographique
Le Campyloptère lazulite (Campylopterus falcatus) est une espèce d'oiseaux de la famille des Trochilidae.

## Répartition
Cet oiseau fréquente le nord des Andes (Colombie, Venezuela et Équateur). 

## Taxonomie
D'après Alan P. Peterson, c'est une espèce monotypique.

## Description
Cet oiseau présente un plumage à dominante verte et un long bec arqué noir.

## Habitats
Ses habitats sont les forêts tropicales et subtropicales humides de basses et hautes altitudes, les prairies de hautes altitudes mais aussi les jardins ruraux, les plantations et les anciennes forêts lourdement dégradées.